# سال دوم دانشکده من
سال دوم دانشکده من محصول ۱۳۹۶ تازه‌ترین فیلم رسول صدرعاملی در مقام کارگردان بعد از ۹ سال و پس از ساخت فیلم در انتظار معجزه میباشد. این فیلم بر اساس فیلمنامه ای از پرویز شهبازی است و از ۹۰۰ نفر آزمون گرفته شد که در نهایت ۲۲ نفر بازیگر و ۲ چهره جدید به سینما معرفی شدند.
این فیلم برای نخستین بار در سی و هفتمین دوره جشنواره فیلم فجر به نمایش درآمد.

## خلاصه داستان
مهتاب (سها نیاستی) و آوا (فرشته ارسطویی) دانشجویان سال دوم دانشکده معماری هستند که به اتفاق تعدادی دیگر از همکلاسی‌هایشان برای یک سفر چند روزه دانشجویی از تهران به اصفهان می‌روند. در اصفهان آوا خونریزی مغزی می‌کند و به بیمارستان منتقل می‌شود. در آنجا مهتاب به علی (دوست پسر آوا) زنگ می‌زند که به اصفهان بیاید و ....

## بازیگران
| بازیگر         | نقش        | توضیحات                              |
| -------------- | ---------- | ------------------------------------ |
| سها نیاستی     | مهتاب      | دوست آوا، نامزد منصور، خواهر ماندانا |
| فرشته ارسطویی  | آوا        | دوست مهتاب                           |
| علی مصفا       | آقای رحیمی | پدر آوا                              |
| پدرام شریفی    | علی        | دوست پسر آوا                         |
| بابک حمیدیان   | منصور      | نامزد مهتاب                          |
| ویشکا آسایش    | خانم نوزاد | استاد آوا و مهتاب                    |
| شقایق فراهانی  |            | مادر مهتاب و ماندانا                 |
| نیلوفر خوش خلق |            | مادر آوا                             |
| علیرضا استادی  | آقا کوهی   | مسئول اردو                           |
| مریم بوبانی    |            | مادر بزرگ آوا                        |
| شیوا خسرومهر   |            | فامیل آوا                            |
| افشین هاشمی    |            | مسئول کمیته انضباطی دانشگاه          |
| یزدان دارابی   |            | شاگرد راننده                         |
| نورا پیدایش‌فر  | ماندانا    | خواهر مهتاب                          |
| مسعود صابری    | دکتر       | پزشک جراح بیمارستان                  |

## جوایز
| بخش               | نامزد        | نتیجه    | جایزه        |
| ----------------- | ------------ | -------- | ------------ |
| بهترین موسیقی متن | کریستف رضاعی | نامزدشده | سیمرغ بلورین |

## جوایز خارجی
| بخش     | برنده      | نتیجه | جایزه                  |
| ------- | ---------- | ----- | ---------------------- |
| بازیگری | سها نیاستی | برنده | جایزهٔ بهترین بازیگر زن |